# Gouvernement Borissov III
Pour les articles homonymes, voir Gouvernement Borissov.
République de Bulgarie
Guerdjikov Yanev I
Le gouvernement Borissov III (en bulgare : Правителство на Бойко Борисов 3) est le gouvernement de la république de Bulgarie du 4 mai 2017 au 12 mai 2021.

## Historique du mandat
Dirigé par l'ancien Premier ministre conservateur Boïko Borissov, ce gouvernement est constitué par une coalition entre les Citoyens pour le développement européen de la Bulgarie (GERB) et les Patriotes unis (OP). Ensemble, ils disposent de 122 députés sur 240, soit 50,8 % des sièges de l'Assemblée nationale. Il bénéficie du soutien sans participation de Volya, qui dispose de 12 députés sur 240, soit 5 % des sièges de l'Assemblée nationale.
Il est formé à la suite des élections législatives anticipées du 26 mars 2017.
Il succède donc au gouvernement transitoire dirigé par l'indépendant Ognyan Guerdjikov.

### Formation
À la suite de la défaite de la candidate des GERB au second tour de l'élection présidentielle de novembre 2016 et conformément à un engagement pris publiquement, Borissov renonce à diriger le gouvernement, ce qui amène à la tenue des élections anticipées en mars 2017. Le 27 janvier 2017, le nouveau président de la République Roumen Radev confie à Guerdjikov, ancien président de l'Assemblée nationale, la charge de gouverner temporairement la Bulgarie, jusqu'à la formation d'un nouveau cabinet.
Au cours du scrutin parlementaire, les GERB confirment leur posture de premier parti du pays mais leurs alliés du Bloc réformateur (RB) se trouvent exclus de l'Assemblée. Borissov propose d'abord aux socialistes d'exercer la présidence du Parlement mais se heurte à un refus. Il se tourne alors vers les nationalistes avec qui il négocie la formation d'une majorité parlementaire. Il est officiellement chargé de constituer le 91e gouvernement bulgare par le président Radev le 27 avril. Les GERB et les OP signent leur accord de coalition le jour même. La composition du nouvel exécutif est annoncée le 3 mai suivant, la veille de sa présentation officielle au chef de l'État.
Lors du vote d'investiture à l'Assemblée nationale le 4 mai, le gouvernement obtient 134 voix pour quant à sa structure, et le même résultat au sujet de son programme. Il entre en fonction immédiatement après.

### Succession
À l'issue des élections législatives de 2021, avec 26 % des suffrages exprimés, le parti de Boïko Borissov arrive en tête mais perd plus de six points par rapport au scrutin de 2017, tandis qu’aucune autre formation de droite ou d’extrême droite du gouvernement sortant (VMRO-BND, Volya, NFSB, qui partaient cette fois divisés) ne parvient à franchir le seuil des 4 % pour obtenir des sièges. Les partis centristes et anti-corruption Il y a un tel peuple (ITN) du chanteur et présentateur de télévision Slavi Trifonov et Bulgarie démocratique (DB) arrivent respectivement en deuxième (18 %) et quatrième (9 %) position. De son côté, le Parti socialiste bulgare se classe troisième, réalisant son plus mauvais résultat depuis la chute du communisme (15 %). S'il se retrouve sans alliés potentiels, Boïko Borissov n’est pas totalement écarté du jeu politique en raison de l’hétérogénéité idéologique de l’opposition, qui pourrait avoir du mal à s’entendre afin de former une coalition gouvernementale. Le gouvernement démissionne le 16 avril.
Le président de la République Roumen Radev charge le 20 avril la coalition GERB-SDS de former un gouvernement, Borrissov ayant entre-temps choisi pour successeur l'ancien ministre des Affaires étrangères Daniel Mitov. Comme attendu, ce dernier admet cependant trois jours plus tard l'incapacité de sa formation à former une coalition.
Arrivé en deuxième position, le parti Il y a un tel peuple doit alors recevoir à son tour la tache de former un gouvernement. Le 26 avril, Slavi Trifonov annonce cependant qu'ITN n'est pas en mesure de réunir le nombre de députés nécessaire pour former une coalition stable et restitue par conséquent le mandat de gouvernement deux jours plus tard,,,.
La dirigeante du BSP, Korneliya Ninova, doit alors recevoir le troisième et dernier mandat le 5 mai, mais annonce dès le 1er mai son intention de le refuser dès sa réception, ouvrant la voie après trois échecs successifs à la convocation d'élections anticipées.

## Composition

### Initiale (4 mai 2017)
| Fonction                                                                                 | Titulaire | Titulaire                                          | Parti    |
| ---------------------------------------------------------------------------------------- | --------- | -------------------------------------------------- | -------- |
| Premier ministre                                                                         |           | Boïko Borissov                                     | GERB     |
| Vice-Premier ministre                                                                    |           | Tomislav Donchev                                   | GERB     |
| Vice-Premier ministre Chargé de l'Ordre public et de la Sécurité Ministre de la Défense  |           | Krassimir Karakachanov                             | VMRO-BND |
| Vice-Premier ministre Chargé de la Politique économique et démographique                 |           | Valeri Simeonov                                    | NFSB     |
| Vice-Première ministre Chargée des Réformes judiciaires Ministre des Affaires étrangères |           | Ekaterina Zakharieva                               | Sans     |
| Ministre des Finances                                                                    |           | Vladislav Goranov                                  | GERB     |
| Ministre de l'Intérieur                                                                  |           | Valentin Radev                                     | GERB     |
| Ministre du Développement régional et des Travaux publics                                |           | Nikolaï Nenkov                                     | GERB     |
| Ministre du Travail et de la Politique sociale                                           |           | Bisser Petkov                                      | GERB     |
| Ministre de la Justice                                                                   |           | Tsetska Tsatcheva                                  | GERB     |
| Ministre de l'Éducation et de la Science                                                 |           | Krassimir Vulchev                                  | Sans     |
| Ministre de la Santé                                                                     |           | Nikolaï Petrov (jusqu'au 10/11/2017) Kirił Ananiew | Sans     |
| Ministre de la Présidence de l'Union européenne                                          |           | Liliana Pavlova                                    | GERB     |
| Ministre de la Culture                                                                   |           | Boil Banov                                         | GERB     |
| Ministre de l'Environnement et des Eaux                                                  |           | Neno Dimov                                         | VMRO-BND |
| Ministre de l'Agriculture, de l'Alimentation et des Forêts                               |           | Roumen Porozhanov                                  | GERB     |
| Ministre des Transports, des Technologies de l'information et des Communications         |           | Ivaïlo Moskovski                                   | GERB     |
| Ministre de l'Économie                                                                   |           | Emil Karanikolov                                   | Ataka    |
| Ministre de l'Énergie                                                                    |           | Temenuzhka Petkova                                 | GERB     |
| Ministre du Tourisme                                                                     |           | Nikolina Angelkova                                 | GERB     |
| Ministre de la Jeunesse et des Sports                                                    |           | Krassen Kralev                                     | GERB     |

### Remaniement du20 septembre 2018
- Les nouveaux ministres sont indiqués en gras, ceux ayant changé d'attributions en italique.

| Fonction                                                                                 | Titulaire | Titulaire                                                 | Parti    |
| ---------------------------------------------------------------------------------------- | --------- | --------------------------------------------------------- | -------- |
| Premier ministre                                                                         |           | Boïko Borissov                                            | GERB     |
| Vice-Premier ministre                                                                    |           | Tomislav Donchev                                          | GERB     |
| Vice-Premier ministre Chargé de l'Ordre public et de la Sécurité Ministre de la Défense  |           | Krassimir Karakachanov                                    | VMRO-BND |
| Vice-Premier ministre Chargé de la Politique économique et démographique                 |           | Valeri Simeonov (jusqu'au 21/11/2018)                     | NFSB     |
| Vice-Premier ministre Chargé de la Politique économique et démographique                 |           | Marijana Nikołowa                                         | Sans     |
| Vice-Première ministre Chargée des Réformes judiciaires Ministre des Affaires étrangères |           | Ekaterina Zakharieva                                      | Sans     |
| Ministre des Finances                                                                    |           | Vladislav Goranov                                         | GERB     |
| Ministre de l'Intérieur                                                                  |           | Mladen Marinov                                            | Sans     |
| Ministre du Développement régional et des Travaux publics                                |           | Petya Avramova                                            | Sans     |
| Ministre du Travail et de la Politique sociale                                           |           | Bisser Petkov (jusqu'au 03/12/2019)                       | GERB     |
| Ministre du Travail et de la Politique sociale                                           |           | Denitsa Sacheva                                           | Sans     |
| Ministre de la Justice                                                                   |           | Tsetska Tsatcheva (jusqu'au 05/04/2019) Danail Kirilov    | GERB     |
| Ministre de l'Éducation et de la Science                                                 |           | Krassimir Vulchev                                         | Sans     |
| Ministre de la Santé                                                                     |           | Kirił Ananiew                                             | Sans     |
| Ministre de la Présidence de l'Union européenne en 2018 (dissous le 20 décembre 2018)    |           | Liliana Pavlova                                           | GERB     |
| Ministre de la Culture                                                                   |           | Boil Banov                                                | GERB     |
| Ministre de l'Environnement et des Eaux                                                  |           | Neno Dimov (jusqu'au 15/01/2020) Emil Dimitrov            | VMRO-BND |
| Ministre de l'Agriculture, de l'Alimentation et des Forêts                               |           | Roumen Porozhanov (jusqu'au 15/05/2019) Dessislava Taneva | GERB     |
| Ministre des Transports, des Technologies de l'information et des Communications         |           | Rossen Zhelyazkov                                         | Sans     |
| Ministre de l'Économie                                                                   |           | Emil Karanikolov                                          | Ataka    |
| Ministre de l'Énergie                                                                    |           | Temenuzhka Petkova                                        | GERB     |
| Ministre du Tourisme                                                                     |           | Nikolina Angelkova                                        | GERB     |
| Ministre de la Jeunesse et des Sports                                                    |           | Krassen Kralev                                            | GERB     |

### Remaniement du24 juillet 2020
- Les nouveaux ministres sont indiqués en gras, ceux ayant changé d'attributions en italique.

| Fonction                                                                                        | Titulaire | Titulaire                                                | Parti    |
| ----------------------------------------------------------------------------------------------- | --------- | -------------------------------------------------------- | -------- |
| Premier ministre                                                                                |           | Boïko Borissov                                           | GERB     |
| Vice-Premier ministre                                                                           |           | Tomislav Donchev                                         | GERB     |
| Vice-Premier ministre Chargé de l'Ordre public et de la Sécurité Ministre de la Défense         |           | Krassimir Karakachanov                                   | VMRO-BND |
| Vice-Première ministre Chargée de la Politique économique et démographique Ministre du Tourisme |           | Marijana Nikołowa                                        | NFSB     |
| Vice-Première ministre Chargée des Réformes judiciaires Ministre des Affaires étrangères        |           | Ekaterina Zakharieva                                     | Sans     |
| Ministre des Finances                                                                           |           | Kiril Ananiev                                            | Sans     |
| Ministre de l'Intérieur                                                                         |           | Hristo Terziiski                                         | Sans     |
| Ministre du Développement régional et des Travaux publics                                       |           | Petya Avramova                                           | Sans     |
| Ministre du Travail et de la Politique sociale                                                  |           | Denitsa Sacheva                                          | Sans     |
| Ministre de la Justice                                                                          |           | Danail Kirilov (jusqu'au 03/09/2020) Desislava Akhladova | GERB     |
| Ministre de l'Éducation et de la Science                                                        |           | Krassimir Vulchev                                        | Sans     |
| Ministre de la Santé                                                                            |           | Kostadin Angelov                                         | Sans     |
| Ministre de la Culture                                                                          |           | Boil Banov                                               | GERB     |
| Ministre de l'Environnement et des Eaux                                                         |           | Emil Dimitrov                                            | VMRO-BND |
| Ministre de l'Agriculture, de l'Alimentation et des Forêts                                      |           | Dessislava Taneva                                        | GERB     |
| Ministre des Transports, des Technologies de l'information et des Communications                |           | Rossen Zhelyazkov                                        | Sans     |
| Ministre de l'Économie                                                                          |           | Lachezar Borisov                                         | Sans     |
| Ministre de l'Énergie                                                                           |           | Temenuzhka Petkova                                       | GERB     |
| Ministre de la Jeunesse et des Sports                                                           |           | Krassen Kralev                                           | GERB     |